# Barbara Niedernhuber
Barbara Niedernhuber (Berchtesgaden, 6 de junio de 1974) es una deportista alemana que compitió en luge en la modalidad individual.
Participó en dos Juegos Olímpicos de Invierno, obteniendo dos medallas de plata, en Nagano 1998 y en Salt Lake City 2002, ambas en la prueba individual.
Ganó siete medallas en el Campeonato Mundial de Luge entre los años 1999 y 2005, y tres medallas de bronce en el Campeonato Europeo de Luge entre los años 2000 y 2006.

## Palmarés internacional
| Juegos Olímpicos   | Juegos Olímpicos                | Juegos Olímpicos  | Juegos Olímpicos |
| Año                | Lugar                           | Medalla           | Prueba           |
| ------------------ | ------------------------------- | ----------------- | ---------------- |
| 1998               | Nagano (Japón)                  | Medalla de plata  | Individual       |
| 2002               | Salt Lake City (Estados Unidos) | Medalla de plata  | Individual       |
| Campeonato Mundial |                                 |                   |                  |
| Año                | Lugar                           | Medalla           | Prueba           |
| 1999               | Königssee (Alemania)            | Medalla de plata  | Individual       |
| 2000               | St. Moritz (Suiza)              | Medalla de plata  | Individual       |
| 2001               | Calgary (Canadá)                | Medalla de bronce | Individual       |
| 2003               | Sigulda (Letonia)               | Medalla de bronce | Individual       |
| 2004               | Nagano (Japón)                  | Medalla de oro    | Equipo           |
| 2004               | Nagano (Japón)                  | Medalla de plata  | Individual       |
| 2005               | Park City (Estados Unidos)      | Medalla de plata  | Individual       |
| Campeonato Europeo |                                 |                   |                  |
| Año                | Lugar                           | Medalla           | Prueba           |
| 2000               | Winterberg (Alemania)           | Medalla de bronce | Individual       |
| 2002               | Altenberg (Alemania)            | Medalla de bronce | Individual       |
| 2006               | Winterberg (Alemania)           | Medalla de bronce | Individual       |